# Bazylika Wniebowzięcia Najświętszej Maryi Panny w Gidlach
Bazylika Matki Bożej w Gidlach – rzymskokatolicki kościół filialny należący do parafii Najświętszej Maryi Panny Bolesnej w Gidlach (dekanat Gidle archidiecezji częstochowskiej).

## Historia
Jest to kościół klasztorny dominikanów pw. Wniebowzięcia Najświętszej Maryi Panny w Gidlach wybudowany w latach 1640–1655, wczesnobarokowy. Wnętrze bogato dekorowane, wyposażenie XVIII wiek, m.in. rzeźba Matki Boskiej z XVI wieku, koronowana przez biskupa diecezjalnego włocławskiego Stanisława Zdzitowieckiego 19 sierpnia 1923 roku – sanktuarium maryjne Matki Bożej Gidelskiej. Godność bazyliki mniejszej posiada od 1998.
Maleńką figurkę Matki Bożej według legendy wyorał rolnik Jan Czeczek. Wkrótce zasłynęła ona cudami, a w rezultacie narastającego kultu sprowadzono tu Dominikanów. Całość legendy przedstawiona jest na obrazach w bazylice.
Gidle, jako słynące miejsce święte, nawiedzane było przez licznych pielgrzymów. Odwiedzili je również polscy królowie: Władysław IV Waza, Jan II Kazimierz i Michał Korybut Wiśniowiecki, który w darze zostawił tu złoty relikwiarz.
Obecnie sanktuarium nadal należy do głównych ośrodków kultu maryjnego w archidiecezji częstochowskiej.

## Organy

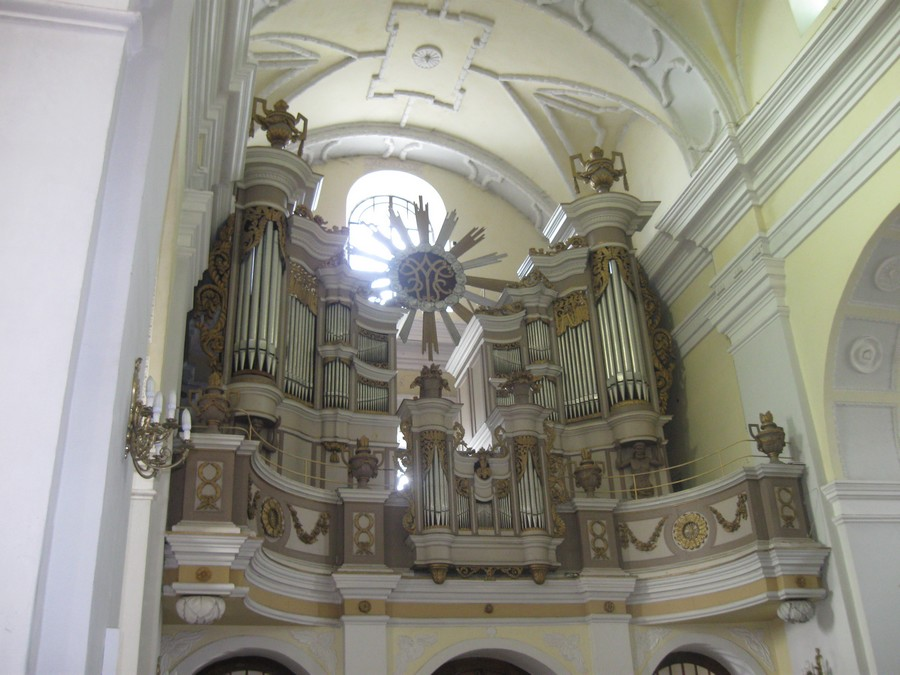
Organy główne

Bazylika posiada dwa instrumenty - organy główne, oraz organy boczne. 
Organy główne wybudował Dominik Biernacki ok. 1926 roku. Ich prospekt pochodzi z poprzednich organów Wilhelma Schefflera. Pierwsze remonty tego instrumentu wykonywał pracownik firmy Biernackich, który naprawiał drobne usterki. Dopiero stopniowo w latach 2000-2001 został przeprowadzony gruntowny remont organów. We wrześniu 2014 roku miał miejsce kolejny remont przeprowadzony przez Andrzeja Ragana. Zostały wymienione między innymi: miechy, dmuchawa elektryczna, zawory piszczałkowe i wszystkie przewody powietrzne. Stół gry przygotowany jest pod 36 rejestrów. 
Organy boczne również wybudował Dominik Biernacki, tylko że w 1907 roku. Posiadają mechaniczną trakturę gry. Dmuchawa została zainstalowana prawdopodobnie w 2014 podczas remontu. Wszystkich piszczałek jest 378. We wrześniu 2014 roku instrument także przeszedł remont przeprowadzony przez Andrzeja Ragana.
Dyspozycja organów głównych:
| Manuał I                                  | Manuał II                               | Pedał                 |
| ----------------------------------------- | --------------------------------------- | --------------------- |
| 1. Pryncypał 16'                          | 1. Pryncypał skrzypcowy 8'              | 1. Kontra bas 16'     |
| 2. Bourdon 16'                            | 2. Gamba 8'                             | 2. Wiolon bas 16'     |
| 3. Pryncypał 8'                           | 3. Flet łagodny 8'                      | 3. Subbas 16'         |
| 4. Wiolon-czela 8'                        | 4. Aeolina 8'                           | 4. Oktaw bas 8'       |
| 5. Gemshorn 8'                            | 5. Vox coelestis 8' [2x]                | 5. Wiolon czela 8'    |
| 6. Salicet 8'                             | 6. Wiola 4'                             | 6. Terc-bas 6 3/5' ** |
| 7. Flet 8'                                | 7. Trawers flet 4' *                    |                       |
| 8. Oktawa 4'                              | 8. Kwinta 2 2/3'                        |                       |
| 9. Bachflet 4'                            | 9. Pikolo 2'                            |                       |
| 10. Mikstura 3-4ch. [2 2/3'+2'+1 1/3'+1'] | 10. Mikstura 4ch. [4'+2 2/3'+2'+1 3/5'] |                       |

## Galeria

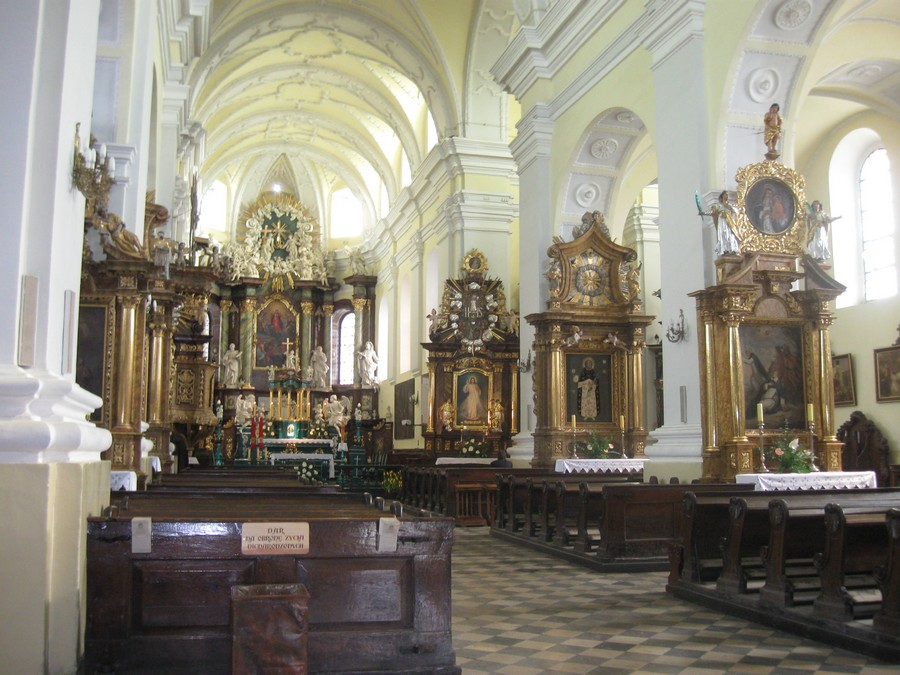
Kościół w Gidlach, nawa główna
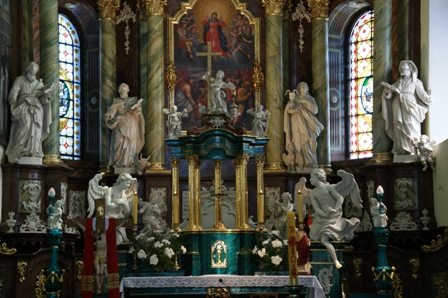
Ołtarz główny w kościele
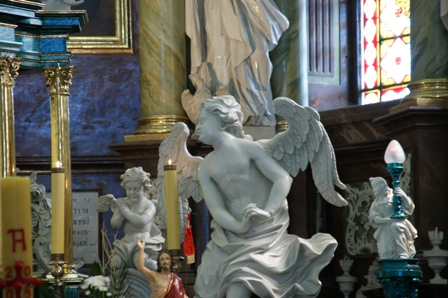
Detale ołtarza głównego
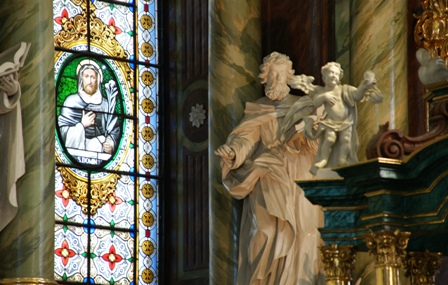
Witraż św. Dominika w prezbiterium
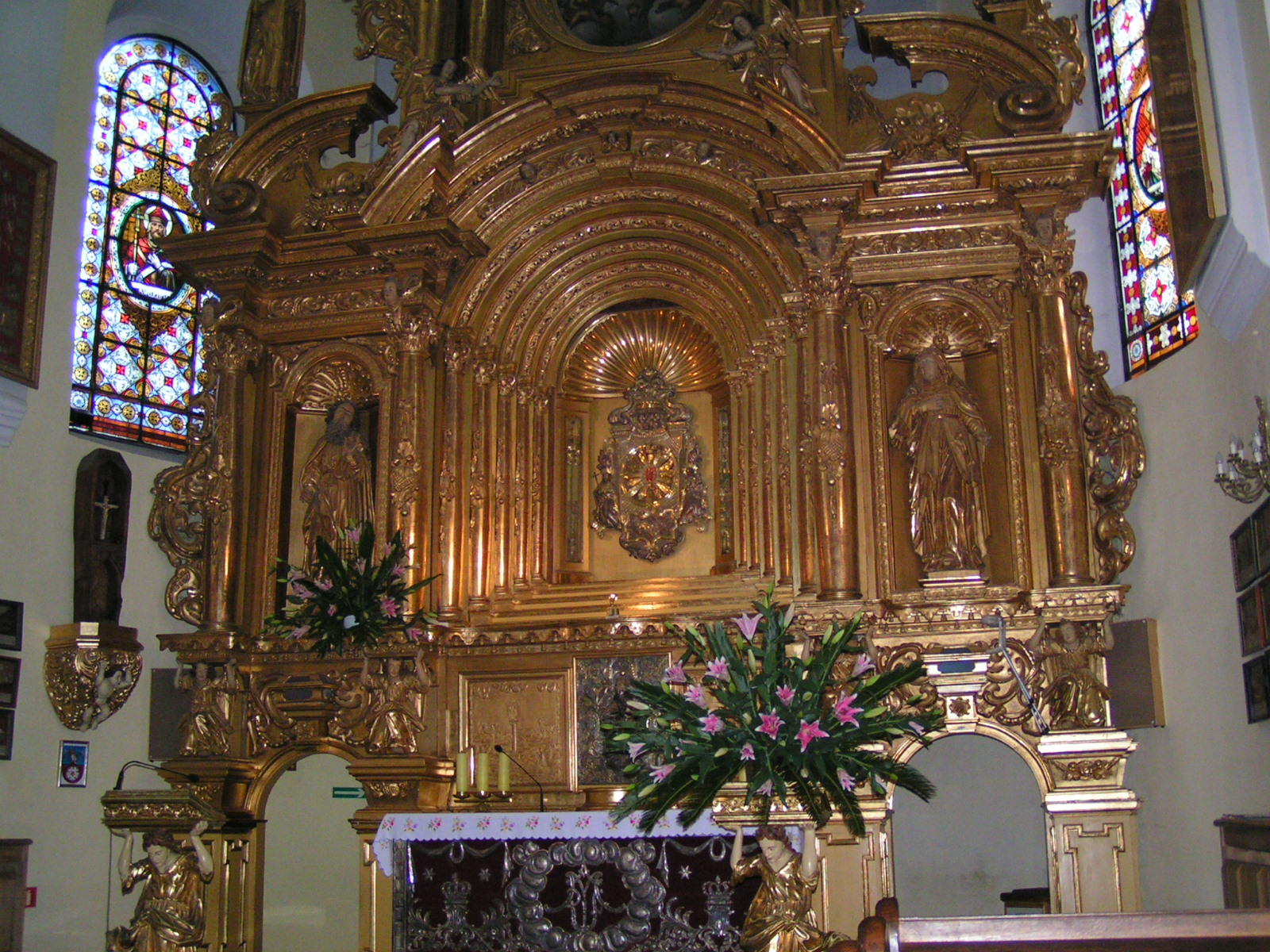
Kaplica cudownej figury NMP
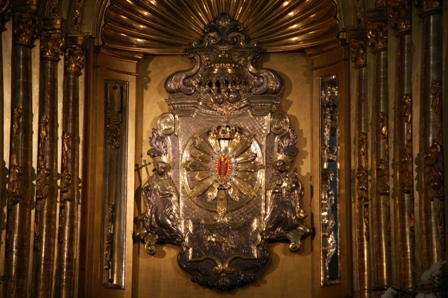
Kaplica cudownej figury NMP
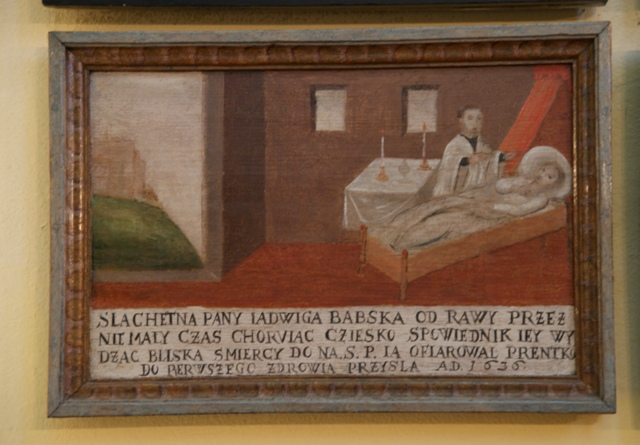
XVII-wieczne tabliczki ze świadectwami cudów za wstawiennictwem Matki Bożej
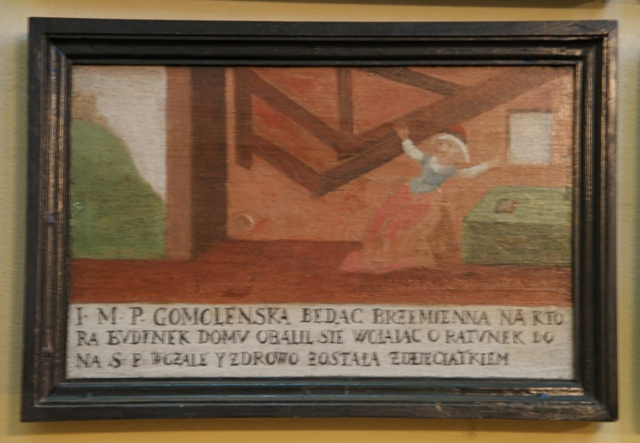
XVII-wieczne tabliczki ze świadectwami cudów za wstawiennictwem Matki Bożej
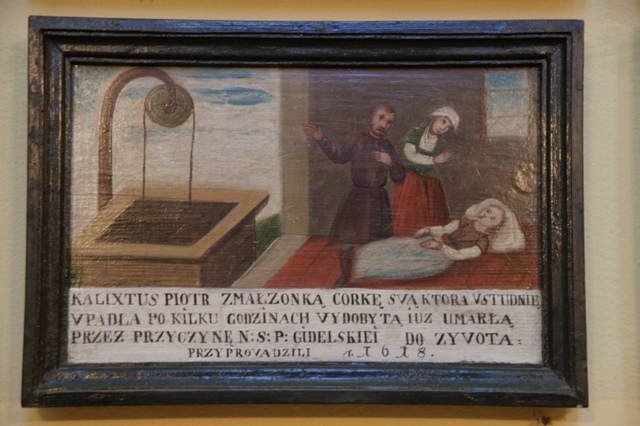
XVII-wieczne tabliczki ze świadectwami cudów za wstawiennictwem Matki Bożej
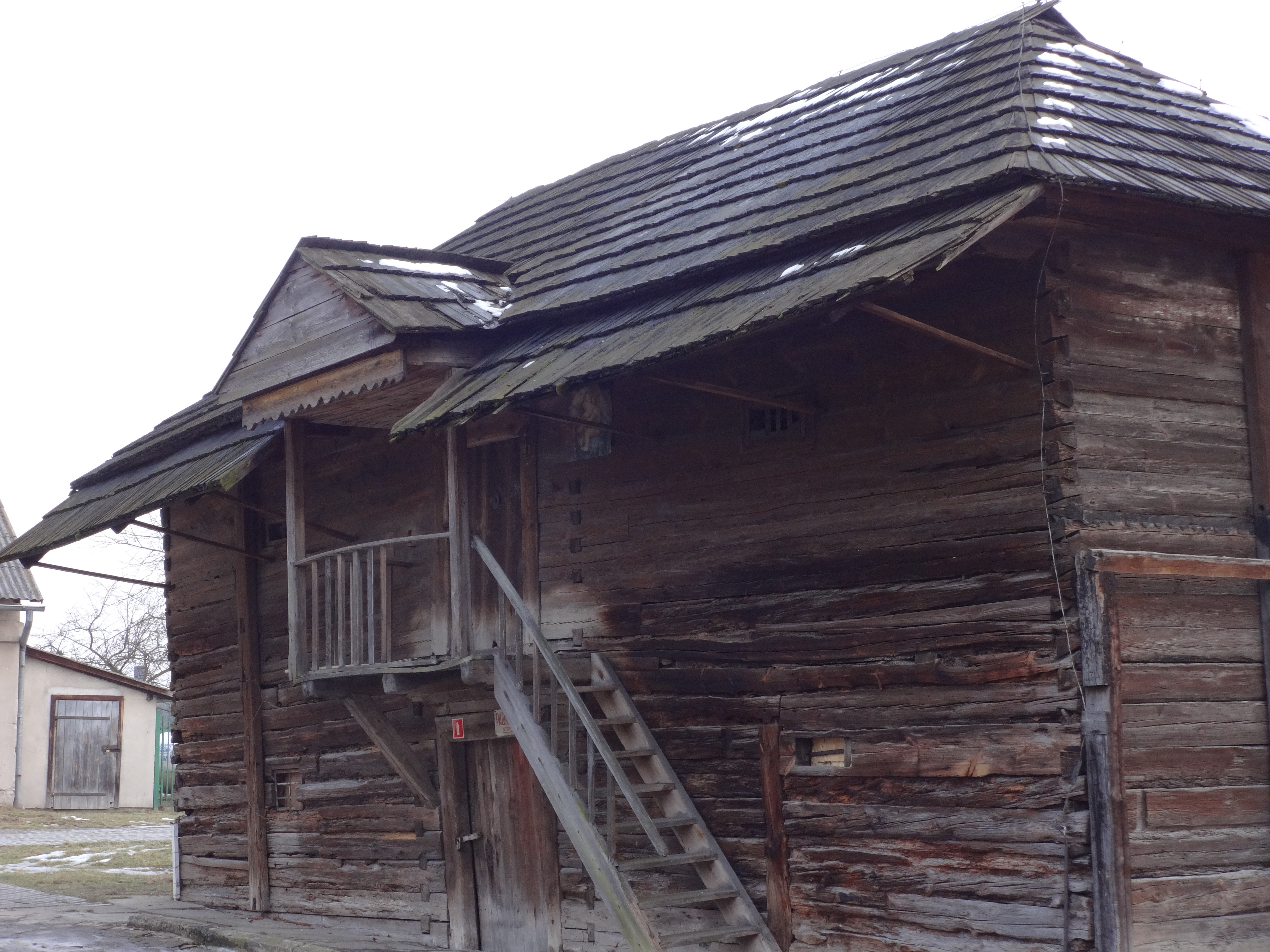
Zabytkowy spichlerz